# 그레이하운드 캐나다

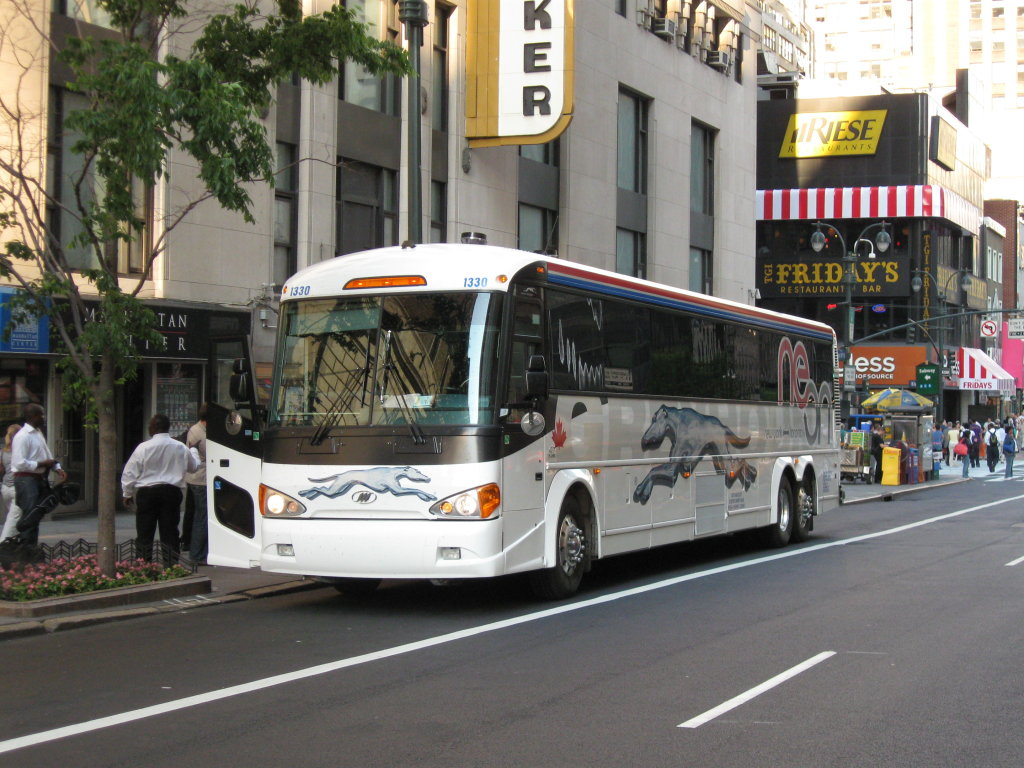
그레이하운드 캐나다 버스

그레이하운드 캐나다(Greyhound Canada)는 앨버타주 캘거리에 본사를 둔 캐나다 최대의 장거리 버스 회사였다. 애버딘에 소재한 퍼스트그룹의 자회사이며 미국 텍사스주 댈러스에 본사를 둔 그레이하운드 버스 라인스와 제휴하였다. 그레이하운드 캐나다는 2021년 5월 13일에 운행을 중단하였다.